# MRK Sesvete
Muški rukometni klub Sesvete (MRK Sesvete; Sesvete) je rukometni klub iz Sesveta, Grad Zagreb. 
 U sezoni 2022./23. momčad kluba je osvojila treće mjesto u hrvatskoj Premijer ligi, dok je druga momčad nastupala u 2. HRL – Sjever.

## O klubu
Klub je osnovan u veljači 2000. godine, nastavljajući tako tradiciju bivšeg ORK Sesvete. Seniori u sezoni 2007./08. osvajaju Županijsku ligu Zagreb i plasiraju se u 3. HRL – Središte, koju odmah i osvajaju u sezoni 2008./09. Članovi 2. HRL – Zapad su od 2009./10. do 2015./16. U sezoni 2016./17. osvajaju 1. HRL – Sjever, te se tako plasiraju u Premijer ligu.  

## Uspjesi
1. HRL – Sjever
- prvak: 2016./17.

Hrvatski rukometni kup
- polufinalist: 2020./21., 2022./23.

## Poznati igrači
- Lovro Šprem
- Marko Tarabochia
- Igor Vori
- Karpo Sirotić[1]

## Vanjske poveznice
- Službena web-stranica
- Profil, Facebook